# Vicugna provicugna
Vicugna provicugna es una especie de mamífero artiodáctilo extinto integrante del género Vicugna, cuya especie viviente silvestre (Vicugna vicugna) es denominada vicuña. Este camélido habitó en el centro-oeste de América del Sur.  

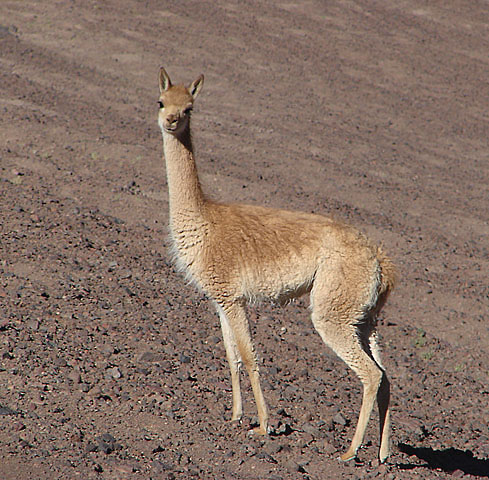
Un ejemplar de vicuña viviente (Vicugna vicugna), en la provincia de Salta, noroeste argentino, cerca del límite con Chile. Vicugna provicugna habría tenido un aspecto similar.

## Taxonomía
Vicugna provicugna fue descrita originalmente en el año 1920 por los paleontólogos Marcellin Boule y Armand Thévenin con muestras del Pleistoceno de Tarija, en el sur de Bolivia, refiriendo a esta forma como una variedad de Palaeolama crequii: Palaeolama crequii var. provicugna, comentando que era un taxón ancestral de la actual vicuña (Vicugna vicugna).
Edad atribuida
Las edades postuladas para los estratos portadores son entre el Pleistoceno medio al superior (desde las edades mamífero Ensenadense, Bonaerense y Lujanense), ya que las antigüedades de los sitios fosilíferos de Tarija son discutidas, puesto que aún no se cuenta con alguna precisión estratigráfica como la que pretendía contar MacFadden. La base posee una edad Ensenadense (1 millón de años) pero el espesor de la secuencia varía y como se carecen de datos acerca de dónde proceden con exactitud las piezas recuperadas, en consecuencia estas podrían ser antiguas (del Ensenadense) o más modernas (del Bonaerense).

### Historia taxonómica
En 1932, Ángel Cabrera transfirió todas las especies de pequeños camélidos al género Vicugna, pasando a esta forma a Vicugna vicugna.
Tres décadas después, en 1963, R. Hoffstetter revalidó al taxón como una especie plena, refiriéndola como Vicugna provicugna, agrupándola en ese género debido a las similitudes morfológicas de sus incisivos con los de la especie viviente V. vicugna. Este autor le indica como características de V. provicugna la presencia de P3 y un P4 de gran tamaño.
En 1991, L. G. Marshall y T. Sempere la incluyen en el género Lama y la refieren para depósitos del Ensenadense de Tarija. En 1997, B. J. Macfadden y B. J. Shockey analizan la paleoecología de esta especie sobre la base de sus restos de depósitos de Tarija y clasifican a estos como de edad Ensenadense. En 1999, C. Guerin y M.  Faure también la refieren solo para Tarija.
En 2015, Rafael O. Labarca reasigna a Vicugna provicugna restos exhumados en dos localidades de la zona de Calama, en el norte de Chile.

## Características
Aparentemente esta especie es la de mayor tamaño dentro del género Vicugna, siendo intermedia entre la vicuña viviente (Vicugna vicugna) y el guanaco (Lama guanicoe). Sus metapodios presentan una forma más grácil que los de esas dos especies. 
La especie más similar a V. provicugna es V. vicugna, de la cual es posible diferenciarla además, por poseer M1 y M2 más grandes, M3 más pequeño, los molares inferiores algo más grandes, y con índices de gracilidad para el metacarpo de entre 0,13 y 0,14 y para el metatarso de entre 0,12 y 0,13. También V. provicugna se diferencia de V. vicugna por presentar el rádio-cúbito más largo y grácil.
Historia natural
Sobre la base de un estudio biogeoquímico de isótopos de carbono estables del esmalte de los dientes, se postuló que la estrategia trófica de V. provicugna era pastadora, con una dieta basada en vegetación del tipo C4, gramíneas duras, con un alto contenido de sílice y por tanto muy abrasiva, lo cual era contrarrestado con incisivos de crecimiento continuo. Esta dieta es similar a la de la vicuña viviente (Vicugna vicugna).

## Distribución
Vicugna provicugna se conoce solo del sur de Bolivia y del noreste de Chile. Tal vez también vivió en el noroeste de la Argentina, no así en las llanuras pampeanas de ese país, ocupadas por una forma afín, más relacionada con la especie viviente.
Bolivia
- Departamento de Tarija.

Algunas de las localidades donde se recogieron piezas de esta especie son: Santa Ana, San Pedro, Pueblo Viejo, San Blas y Armados.
Chile
- Calama (Región de Antofagasta)

En Chile fue exhumada en dos localidades: Kamac-Mayu y Ojo de Opache. En 2015 los restos colectados en esas localidades chilenas fueron reasignados a Vicugna provicugna.